# Kennebec (rivier)

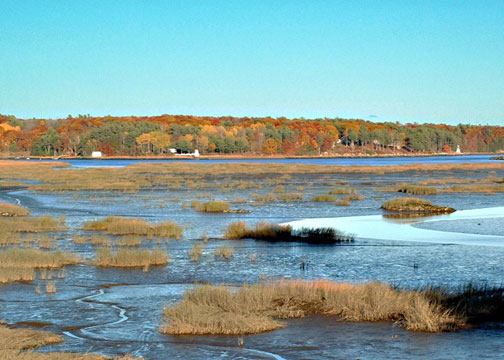
Kennebec bij Winnegance

De Kennebec is een rivier in de staat Maine van de Verenigde Staten. De rivier is 240 kilometer lang, ontspringt uit het Mooseheadmeer en komt uit in de Merrymeeting Bay aan de rand van de Atlantische Oceaan.
De eerste Europeaan die de rivier beschreef is Samuel de Champlain tijdens zijn expeditie in 1605-1606.
- Library of Congress Control Number: sh85071931
- National Archives and Records Administration: 10038847
- Nationale Bibliotheek van Israël: 987007541056805171
- Virtual International Authority File: 195145542729196642082
- WorldCat: E39PBJcKJGjXYYtHyxXCQ33fbd